# Mutnedzsmet
A XXI. dinasztiabeli királynét lásd itt: Mutnedzsmet (XXI. dinasztia).
Mutnedzsmet (i. e. 14. század) az ókori egyiptomi XVIII. dinasztia utolsó királynéja; Horemheb felesége. Nevének jelentése: Mut kedves.
Több feltételezés szerint azonos egy, az ahet-atoni ábrázolásokon feltűnő nőalakkal, akit Nofertiti királyné húgaként említenek, de erre nincs bizonyíték. Ahet-Atonban előforduló neve inkább Mutbenretként vagy Benretmutként olvasható; a nedzsem és bener szavak írásmódja és jelentése is hasonló, de az, hogy Ahet-Atonban kizárólag az utóbbi írásmód fordul elő, Horemheb emlékművein pedig az előbbi, arra mutat, a két személy talán mégsem azonos.
A Mutbenretet Mutnedzsmettel azonosnak tartó elmélet szerint a hölgy még apjának uralkodása alatt, vagy kevéssel utána ment feleségül Horemheb tábornokhoz, aki így szegről-végről rokonságba került a királyi családdal, és trónöröklési joga biztosítva volt. (Ez annyiban problematikus, hogy maga Mutnedzsmet, ha Nofertiti húga volt is, nem volt királyi származású.) A luxori templomegyüttesben neve több helyen Tutanhamon özvegyének, Anheszenamonnak a kivakart nevét váltotta fel. Megjelenik a férje koronázásának emléket állító szobron is, melyet ma a Torinói Múzeum őriz.
Mutnedzsmet nem sokkal férje uralkodásának 13. éve után halt meg, mikor a negyvenes évei közepén járhatott (a dátum egy, a sírjában talált boroskorsón szerepel). Feltehetőleg a szülésbe halt bele, mert múmiája mellett (Horemheb nem használt memphiszi sírjában, ahová a fáraó első feleségét, Ameniát is eltemették) egy halva született gyermek múmiáját találták. Múmiáján több jel (többek közt fogainak kihullása) is mutatja, hogy több gyermeknek is életet adott, ők azonban korán meghalhattak, mert Horemhebnek halálakor nem volt gyermeke, aki követhette volna a trónon. Mutnedzsmet egy kanópuszedényét a British Museum őrzi.
Egy időben feltételezték, hogy neki készülhetett a QV33-as sír a Királynék völgyében. A sírban két helyen található meg tulajdonosa neve, egy egyébként ismeretlen Tanedzsmet nevű királynéé, de mindkét helyen töredékes a felirat, és a ta és mut szavak hasonló hieroglif írásmódja elvileg teret ad a Mutnedzsmet olvasatnak is, de ez az elmélet mára megdőlt.
Címei: Örökös hercegnő (ỉrỉỉ.t-pˁt), Nagy királyi hitves (ḥmt-nỉswt wr.t), Nagy tiszteletben álló (wr.t-ḥzwt), A kegyelem úrnője (nb.t-ỉm3.t), Édes szeretetű (bnr.t mrwt), Alsó- és Felső-Egyiptom asszonya (ḥnwt-šmˁw-mḥw), Hathor énekesnője (ḥsỉỉ.t n.t ḥwt-ḥrw), Ámon énekesnője (šmˁỉỉ.t n.t ỉmn).